# Astragalus fuliginosus
Astragalus fuliginosus es una especie de planta del género Astragalus, de la familia de las leguminosas, orden Fabales.

## Distribución
Astragalus fuliginosus se distribuye por Irán y Azerbaiyán.

## Taxonomía
Fue descrita científicamente por G. Beck ex Stapf.